# Ralph Hammeras
Ralph Hammeras (født 24. marts 1894 i Minneapolis, død 3. februar 1970 i Los Angeles) var en amerikansk special effects-designer, filmfotograf og art director, der blev nomineret til tre Oscars.
Han skabte en storstilet miniature af byen London til filmen Luftens Ørne (The Sky Hawk) fra 1929 og skabte også specielle mekaniske effekter til miniaturen.

## Priser
- 1929: Nomineret til en Oscar for bedste tekniske effekter.[2]
- 1931: Sensationer 1980 - Nomineret til en Oscar for bedste scenografi
- 1949: Deep Waters - Nomineret til en Oscar for bedste visuelle effekter